# Ivan Radovanović
Ivan Radovanović, szerbül: Ивaн Paдoвaнoвић (Kosovska Mitrovica, 1988. augusztus 29. –) válogatott szerb labdarúgó, az olasz  Chievo középpályása.

## Pályafutása

### Klubcsapatban
2006–07-ben a Partizan labdarúgója volt, aki 2007-ben a Smederevo csapatában kölcsönben szerepelt.
2008 óta Olaszországban játszott. 2008 és 2013 között az Atalanta játékosa volt.
2008–09-ben a Pisa, 2010–11-ben a Bologna, 2011–12-ben a Novara csapatában játszott kölcsönben. 2013 és 2019 között a Chievo, 2019 és 2022 között a Genoa, 2022–23-ban a Salernitana labdarúgója volt.

### A válogatottban
2010 és 2013 között tíz alkalommal szerepelt a szerb válogatottban.

## Sikerei, díjai
Atalanta
- Olasz bajnokság (Serie B)
  - bajnok: 2010–11